# Piena comunione
Piena comunione è un termine usato nell'ecclesiologia cristiana per descrivere la relazione di comunione, con la mutuamente riconosciuta condivisione delle stesse dottrine essenziali, tra una comunità cristiana e altre comunità o tra quella comunità e gli individui.
La Chiesa cattolica e il cristianesimo orientale intendono la piena comunione tra le Chiese locali come qualcosa che le unisce in una sola Chiesa. Altre denominazioni occidentali invece applicano questo termine ad accordi pratici in cui entrano Chiese e comunità che mantengono interamente le loro distinte identità.

## Chiesa cattolica
La Chiesa cattolica fa una distinzione tra la comunione piena e quella parziale. Dove c'è piena comunione, c'è una sola Chiesa. La comunione parziale, d'altra parte, esiste laddove vi siano alcuni elementi della fede cristiana in comune, ma manchi la completa unità sulle parti essenziali. Per esempio, la Chiesa cattolica si vede in comunione parziale con i protestanti e in comunione molto più stretta, ma ancora incompleta con le Chiese ortodosse.
Quest'idea è stata espressa in molti documenti. Il decreto sull'ecumenismo Unitatis Redintegratio del Concilio Vaticano II, afferma: "... comunità considerevoli si staccarono dalla piena comunione della Chiesa cattolica ... Coloro infatti che credono in Cristo ed hanno ricevuto validamente il battesimo, sono costituiti in una certa comunione, sebbene imperfetta, con la Chiesa cattolica". L'affermazione conciliare è citata nel Catechismo della Chiesa cattolica, che dice:
Nella sua enciclica Ut Unum Sint, papa Giovanni Paolo II scrive:
La piena comunione richiede la completezza di "quei legami di comunione - fede, sacramenti e governo pastorale - che permettono ai fedeli di ricevere la vita di grazia all'interno della Chiesa."
Le Chiese particolari che formano la Chiesa cattolica sono viste non come corpi separati che sono entrati in accordi pratici che concernono le loro relazioni con ognuna delle altre, ma come l'accorpamento in una particolare regione o cultura dell'unica Chiesa cattolica.
La Lettera ai Vescovi della Chiesa cattolica su alcuni aspetti della Chiesa intesa come Comunione del 28 maggio 1992 esprime quest'idea con le seguenti parole:
Questo si applica nella Chiesa cattolica tanto alle Chiese locali come le diocesi o le eparchie quanto alle Chiese sui iuris al suo interno.
Infatti, la piena comunione è considerata una condizione essenziale per condividere insieme l'eucaristia, fatte salve alcune circostanze eccezionali, in linea con la pratica testimoniata nel II secolo da san Giustino il quale, nella sua Prima apologia , scrive: "A nessuno è permesso di prendere parte (all'eucaristia) fuorché a chi creda che le cose che insegniamo siano vere, e sia stato lavato con quel lavaggio che è per la remissione dei peccati, e fino alla rigenerazione, e in questo modo viva come Cristo ha comandato."
Allo stesso modo, "È vietato ai sacerdoti cattolici concelebrare l'eucaristia con i sacerdoti o i ministri delle Chiese o delle comunità ecclesiali, che non hanno la piena comunione con la Chiesa cattolica."
Il Direttorio per l'Applicazione dei Principi e delle Norme sull'Ecumenismo indica le circostanze in cui è permessa qualche forma di condivisione con altri cristiani della vita sacramentale, specialmente dell'eucaristia.
Le norme sopra indicate per amministrare l'eucaristia ad altri cristiani sono riassunte nel canone 844 del Codice di Diritto Canonico come segue:
§3. I ministri cattolici amministrano lecitamente i sacramenti della penitenza, dell'eucaristia e dell'unzione degli infermi ai membri delle Chiese orientali, che non hanno comunione piena con la Chiesa cattolica, qualora li richiedano spontaneamente e siano ben disposti; ciò vale anche per i membri delle altre Chiese, le quali, a giudizio della Sede Apostolica, relativamente ai sacramenti in questione, si trovino nella stessa condizione delle predette Chiese orientali.
§4. Se vi sia pericolo di morte o qualora, a giudizio del Vescovo diocesano o della Conferenza Episcopale, incombesse altra grave necessità, i ministri cattolici amministrano lecitamente i medesimi sacramenti anche agli altri cristiani che non hanno piena comunione con la Chiesa cattolica romana, i quali non possano accedere al ministro della propria comunità e li chiedano spontaneamente, purché manifestino, circa questi sacramenti, la fede cattolica e siano ben disposti.
Il Codice dei Canoni delle Chiese orientali indica che le norme del Direttorio si applicano anche al clero e ai laici delle Chiese cattoliche orientali.

### Chiese cattoliche in comunione con Roma
Le Chiese cattoliche sui iuris in piena comunione con la Santa sede sono:
- di tradizione liturgica alessandrina:
  - Chiesa cattolica copta
  - Chiesa cattolica etiope
  - Chiesa cattolica eritrea
- di tradizione liturgica antiochena:
  - Chiesa maronita
  - Chiesa cattolica sira
  - Chiesa cattolica siro-malankarese
- di tradizione liturgica armena:
  - Chiesa armeno-cattolica
- di tradizione liturgica bizantina (Costantinopolitana):
  - Chiesa greco-cattolica albanese
  - Chiesa greco-cattolica bielorussa
  - Chiesa greco-cattolica bulgara
  - Chiesa bizantina cattolica di Croazia e Serbia
  - Chiesa cattolica greca di rito bizantino
  - Chiesa bizantina cattolica in Italia
  - Chiesa greco-cattolica macedone
  - Chiesa cattolica greco-melchita
  - Chiesa greco-cattolica rumena
  - Chiesa greco-cattolica russa
  - Chiesa greco-cattolica rutena
  - Chiesa greco-cattolica slovacca
  - Chiesa greco-cattolica ucraina
  - Chiesa greco-cattolica ungherese
- di tradizione liturgica caldea:
  - Chiesa cattolica caldea
  - Chiesa cattolica siro-malabarese
- di tradizione liturgica occidentale:
  - Chiesa latina

## Chiese ortodosse in comunione con Costantinopoli
I cristiani della Chiesa cristiana ortodossa hanno un concetto del significato della piena comunione molto simile a quello della Chiesa cattolica. Nonostante non abbiano una figura corrispondente a quella del papa, che svolga una funzione paragonabile al ministero petrino, costoro intendono ognuna delle loro Chiese autocefale come parti dell'unica Chiesa ortodossa. La piena comunione è considerata condizione essenziale per la condivisione dell'eucaristia. Il patriarca ecumenico di Costantinopoli, in qualità di primus inter pares tra le Chiese ortodosse autocefale e loro guida spirituale, benché non abbia un'autorità simile a quella del papa, funge da loro portavoce.
Il numero delle Chiese autonome e autocefale dell'ortodossia costantinopolitana è al centro di dispute fra le Chiese stesse. Normalmente è ritenuto valido il seguente elenco:
- Patriarcato ecumenico di Costantinopoli
  - Chiesa ortodossa finlandese
  - Chiesa ortodossa apostolica estone (autonomia non universalmente riconosciuta)
- Patriarcato di Alessandria
- Patriarcato di Antiochia
- Chiesa ortodossa di Gerusalemme
  - Chiesa ortodossa del Monte Sinai (autonomia non universalmente riconosciuta)
- Chiesa ortodossa russa
  - Chiesa ortodossa estone (semi-autonomia non universalmente riconosciuta)
  - Chiesa ortodossa giapponese (autonomia non universalmente riconosciuta)
  - Chiesa ortodossa cinese (autonomia non universalmente riconosciuta; virtualmente non esistente)
  - Chiesa ortodossa ucraina (autonomia non universalmente riconosciuta)
  - Metropolia dell'Europa Occidentale (autonomia non universalmente riconosciuta)
  - Chiesa ortodossa moldava (autonomia non universalmente riconosciuta)
  - Chiesa ortodossa Russa fuori dalla Russia
- Chiesa ortodossa serba
  - Arcivescovado ortodosso di Ocrida (autonomia non universalmente riconosciuta)
- Chiesa ortodossa rumena
- Chiesa ortodossa bulgara
- Chiesa ortodossa e apostolica georgiana
- Chiesa ortodossa di Cipro
- Chiesa ortodossa greca
- Chiesa ortodossa polacca
- Chiesa ortodossa albanese
- Chiesa ortodossa ceca e slovacca
- Chiesa ortodossa in America (autocefalia non universalmente riconosciuta)

A queste Chiese si può aggiungere la comunità degli Edinovercy, un gruppo di Vecchi credenti rientrato in comunione con la Chiesa ortodossa russa, ma che non forma una Chiesa a sé stante.

### Chiese ortodosse non in comunione con Costantinopoli
Esistono poi una serie di Chiese che, pur rifacendosi alla tradizione ortodossa, non sono in comunione con quelle sopra elencate e che solo in alcuni casi sono in comunione fra loro:
- una comunione è formata da
  - Santo Sinodo in resistenza
  - Chiesa ortodossa rumena vecchio calendario
  - Chiesa ortodossa bulgara vecchio calendario
- un'altra comunione è formata da
  - Chiesa dei genuini cristiani ortodossi di Grecia (sinodo florinita)
  - Genuina chiesa greco-ortodossa d'America
- una terza comunione esiste tra
  - Chiesa ortodossa ucraina del Patriarcato di Kiev
  - Chiesa ortodossa in Italia
  - Chiesa ortodossa bulgara - Sinodo alternativo

## Chiese ortodosse orientali
Le Chiese autocefale e autonome dell'ortodossia orientale sono:
- Chiesa copta ortodossa
  - Chiesa ortodossa britannica
  - Chiesa ortodossa copta francese
- Chiesa apostolica armena
  - Catolicosato d'Armenia e di tutti gli Armeni
  - Catolicosato della Grande Casa di Cilicia
  - Patriarcato armeno di Gerusalemme
  - Patriarcato armeno di Costantinopoli
- Chiesa ortodossa eritrea
- Chiesa ortodossa etiopica
- Chiesa ortodossa siriaca
  - Chiesa cristiana siriaca giacobita
- Chiesa ortodossa siriaca del Malankara

## Altre Chiese
Altre Chiese intendono la piena comunione tra loro come qualcosa che renda lecita ai loro membri la partecipazione ai riti delle Chiese in comunione, in particolare nella partecipazione all'eucaristia nelle denominazioni a comunione chiusa, e che comprende anche il riconoscimento dei reciproci ministri come validi e quindi, nella maggior parte dei casi, l'intercambiabilità dei ministri ordinati. È importante notare che l'esistenza di piena comunione, nel senso appena spiegato, non presume che non ci sia differenza nei riti o nella dottrina tra le Chiese implicate, quanto piuttosto che queste differenze non toccano punti definiti come essenziali.
Talvolta per indicare questo tipo di accordi si usa la parola "intercomunione".

### Accordi di comunione completati
I seguenti raggruppamenti di Chiese hanno accordi riguardanti:
1. il mutuo riconoscimento dei membri
2. la celebrazione congiunta della cena del Signore/santa comunione/eucaristia (comunione aperta)
3. il mutuo riconoscimento dei ministri ordinati
4. il mutuo riconoscimento dei sacramenti
5. un impegno comune alla missione.

- Piena comunione tra la Comunione anglicana e
  - Unione di Utrecht
  - Chiesa siro-malankarese Mar Thoma
  - Chiesa filippina indipendente.
- Comunione di Porvoo, comprendente:
  - Chiesa anglicana
  - Chiesa d'Irlanda
  - Chiesa episcopale scozzese
  - Chiesa in Galles
  - Chiesa lusitana cattolica apostolica evangelica
  - Chiesa spagnola riformata episcopale
  - Chiesa evangelica luterana d'Islanda
  - Chiesa di Svezia
  - Chiesa di Norvegia
  - Chiesa evangelica luterana di Finlandia
  - Chiesa evangelica luterana estone
  - Chiesa evangelica luterana di Lituania
- Piena comunione tra
  - Chiesa anglicana del Canada
  - Chiesa evangelica luterana in Canada
- Piena comunione tra
  - Chiesa cristiana (Discepoli di Cristo)
  - Chiesa unita di Cristo
- Piena comunione tra la Chiesa evangelica luterana in America e ognuna delle seguenti:
  - Chiesa episcopale negli Stati Uniti d'America
  - Chiesa presbiteriana degli Stati Uniti d'America
  - Chiesa riformata in America
  - Chiesa unita di Cristo
  - Chiesa morava in America.
- Piena comunione tra
  - Chiesa morava
  - Chiesa metodista unita
- Piena comunione tra la Chiesa metodista unita e
  - Chiesa episcopale metodista africana
  - Chiesa episcopale metodista africana di Sion
  - Chiesa episcopale metodista cristiana
- Piena comunione tra la Chiesa unita di Cristo e ognuna delle seguenti:
  - Chiesa presbiteriana degli Stati Uniti d'America
  - Chiesa riformata in America.
- Piena comunione tra la Chiesa episcopale unita del Nord America e ognuna delle seguenti:
  - Chiesa anglicana cattolica
  - Diocesi della Santa Croce
  - Diocesi dei Grandi Laghi.
- Piena comunione tra l'Unione di Utrecht e
  - Comunione anglicana
  - Chiesa di Svezia
  - Chiesa filippina indipendente
  - Chiesa vetero-cattolica mariavita.

### Accordi di comunione in fase di costruzione
1. La Chiesa metodista unita ha un accordo temporaneo con la Chiesa evangelica luterana in America, e sta attualmente lavorando verso la piena comunione. L'11 agosto 2005 ad Orlando (Florida)i representanti della Chiesa evangelica luterana in America hanno approvato a larga maggioranza (877 favorevoli contro soltanto 60 contrari) un accordo di "interscambio eucaristico temporaneo” con la Chiesa metodista unita.[11]. Durante la Conferenza generale della Chiesa metodista unita tenutasi tra il 28 aprile e il 2 maggio 2008 a Fort Worth in Texas, è stato approvato un accordo di piena comunione con la Chiesa evangelica luterana in America[12].Ora entrambe le Chiese stanno aspettando il voto della Chiesa evangelica luterana in America sull'accordo di piena comunione con i metodisti uniti all'assemblea che si terrà nel mese di agosto 2009.
2. Il Consiglio dei vescovi metodisti uniti ha approvato un accordo temporaneo di condivisione eucaristica con la Chiesa episcopale negli Stati Uniti d'America[13].
3. La Chiesa anglicana sta lavorando per il raggiungimento della piena comunione con la Chiesa metodista di Gran Bretagna.
4. Gran parte delle Chiese cattoliche indipendenti stanno lavorando in direzione di una piena comunione tra loro e con l'Unione di Utrecht.
5. La Comunione anglicana tradizionale sta cercando la piena comunione con la Chiesa cattolica in qualità di giurisdizione sui iuris.